# 出家
出家，因為宗教信仰出離家庭而修行，必須守持獨身主義的戒律，稱出家人，通常是神職人員。
一般指佛教的僧侶、比丘、比丘尼、和尚，或道教全真派的道士、道姑；天主教的修士、修女；中國伊斯蘭教的戛迪林耶和庫布林耶。

## 佛教
出家（pravrajyā），佛教用语，音譯波吠儞野，又稱從釋。指离开家庭生活，加入僧伽成為佛教僧侶，稱男性出家人为比丘（俗稱和尚），女性為比丘尼（俗稱尼姑），不足二十歲男性為沙彌，不足二十歲女性為沙彌尼。
修沙门清淨，追求心靈上的解脫。這樣的人，又被稱為出家人。而所有佛教僧侶的集合名詞，稱出家眾，僧侶共同生活的團體，稱為僧團。而其它的人相對於此稱為「在家」，集合名詞為「在家眾」。

### 出家的分類
- 身出家：表示雖然在佛門中的形式皈依、剃度、穿僧衣、受三壇大戒、於佛教僧團寺廟之中居住，表面上看起來是出家人的模樣，這就是所謂的身出家。若是身出家，但是因為心中仍然想著在家人的生活，甚至過著在家人生活的本質，這就是所謂的「身出家而心未出家」。[1]
- 心出家：表示強調佛門中出家的本質，而非只有穿僧衣、住寺院的表相。因為出家的發心，就是要求得解脫世間的煩惱結縛，所以真正的出家是不為了獲取任何的世間法來出家，而是為了出世間法來出家。[2]

### 经文记载
- 《维摩经》弟子品曰：“我听佛言，父母不听，不得出家。”
- 《维摩经》方便品曰：“维摩诘言：然汝等便发阿耨多罗三藐三菩提心是即出家。”
- 《释氏要览》上曰：“毗婆沙论云：家者是烦恼因缘，夫出家者为灭垢累，故宜远离也。”
- 《梵语杂名》曰：“出家，波吠儞耶。”

### 教派之別
實際上現代佛教不是所有聖職者都指定要出家的，很多教派是可以結婚和生育的。
其中包括了藏傳佛教中除了黃教需要出家外，其他的紅教、白教、花教，仁波切或祖古都可以結婚生子。在明治維新後的日本佛教也普遍接受僧尼結婚。在文革結束後的中國佛教，也有某些寺廟接受比丘或比丘尼結婚，但通常結婚後，就不被認為是正統的出家人，而稱之為香花和尚。

## 基督宗教
基督教中，天主教、東正教等教派設有類似的制度，也設有剃髮禮，與佛教剃度類似。
出家並非教會官方用語，因為「教會」本身自視為「真正的家」，正確是稱為獨身。而近代興起的新教反對獨身或出家，牧師一般可結婚，甚至有些新教的教會主事者，指定已婚者才可以擔當牧師，認為可以避免與異性信徒產生情愫。

### 天主教
包括了修士、修女、神父、主教等都指定要獨身，但輔祭等職位都可以結婚。

### 東正教
神職分出家和不出家兩類， 出家稱為黑神品，在家稱為白神品，兩者都同樣包括了基層人員，但在主教或以上只有黑神品可以擔任的。

## 道教
道教全真道也有不婚的出家制度（历史上全真道南宗不提倡出家）。道教正一道道士一般蓄妻育子，不出家。

## 伊斯兰教
中国伊斯兰教戛迪林耶和庫布林耶，也自稱為「出家人」。